# TerraGlyph Interactive Studios
TerraGlyph Interactive Studios – amerykańskie multiplatformowe przedsiębiorstwo informatyczne i producent gier komputerowych z siedzibą w Schaumburgu, w stanie Illinois; posiadający również studia animacji w Irlandii i Hiszpanii, działające w latach 1994–2001.

## Struktura spółki
Struktura spółki składała się z czterech dywizji (1997 r.):
- Interactive Studios (produkcja oprogramowania edukacyjnego i rozrywkowego)[5]
- Animated Features (niezależny producent filmowy i studio animacji)
- Network Services (firma oferująca zintegrowane usługi sieciowe, konsultacje systemowe, odsprzedaż i usługi ISP, dystrybucja oprogramowania Citrix)[6][7][8]
- Interactive Media (agencja kreatywna, wdrażanie technologii multimedialnych dla swoich klientów)[9][10]

W 2000 r uległ zmianie:
- TerraGlyph Interactive (dywizja/oddział odpowiedzialny za interaktywną rozrywkę)
- TerraGlyph Animation (oddział odpowiedzialny za produkcję filmów animowanych, subkontraktor)
- TerraGlyph Business Technologies (korporacyjna grupa systemów korporacyjnych oferująca usługi wizualizacji biznesowej w czasie rzeczywistym klientom z listy Fortune 500)

Sama dywizja, TerraGlyph Interactive składała się z 
- TerraGlyph Interactive
- TerraGlyph Interactive Media[11]
- TerraGlyph New Technologies (dział badań i rozwoju technologii mediów, sprzętu i oprogramowania)[12]

## TerraGlyph Interactive Studios
Przedsiębiorstwo zostało założone w czerwcu 1994 r. przez Dennisa Defensora, Ritę Zimmerer, Luanę Chambers i Davida Hoy'a, byłych pracowników Viacom New Media (dawnego ICOM Simulations), Sunsoftu USA oraz Warrner Bros Interactive. Pierwsze produkty: Hansel & Gretel i Rumpelstiltskin zostały przedstawione na łamach targów E3 1995, wzbudzając zainteresowanie odwiedzających, zaś pismo branżowe CD-ROM Today określiło je mianem "Zwycięzców Targów" Miały zostać dołączone do debiutującego Windowsa 95 i w planach ówczesnego CEO, Dennisa Defensora, stworzyć nową niszę na rynku CD-ROM, tj. rozrywkę dla całej rodziny (tzw. familytainment - opatentowane w 1995 r.), gdzie każdy niezależnie od wieku, mógł czerpać rozrywkę z tytułu. Same tytuły charakteryzowały się ręcznie rysowaną animacją dostarczaną przez studia ulokowane w Irlandii oraz Hiszpanii, i wysokiej jakości oprawą dźwiękową (firma posiadała dwa studia dźwiękowe). Kierunek obrany przez TerraGlyph ("pierwszy pojawia się pomysł, później wokół niej jest obudowana technologia, która pozwala ten pomysł zmaterializować") wzbudził zainteresowanie kierownictwa ds. marketingu i licencji Warner Bros. Interactive Entertainment oraz twórcy Przygód Animków, Stevena Spielberga, który spotkał się z twórcami w trakcie E3 i przyznał licencję (w marcu 1995 r) na stworzenie gier z bohaterami serialu. Podobną umowę licencyjną studio zawarło z posiadaczami praw do serialu Kidsongs. TerraGlyph opracowało technologię "wirtualnego planu filmowego", który mógł się diametralnie zmieniać za pomocą jednego kliknięcia. Włodarze TerraGlyph, Joseph Gaucher i Dennis Defensor wierzyli w przyszłość interaktywnej rozrywki, w jej konkurencyjność i wyparcie gier konsolowych. Ponadto trend konwergencji łączący telefonię, telewizję i komputery miało przełamać granice między gałęziami - w rezultacie pozwolić firmie wypłynąć na szerokie wody i pozostawić konkurencję w tyle. We wrześniu 1995 r firma zatrudniała 70 pracowników (40 w Schaumburgu, 30 w Irlandii); animacja tworzona w Irlandii była przesyłana przez modem. W magazynie Animation World Magazine w 1996 r.  ówczesny CEO TerraGlyph, Dennis Defensor zakładał działania mające poprawić jakość animacji w interaktywnej rozrywce, by ta dorównywała jakości znanej z filmów pełnometrażowych. Twierdził, iż w niedalekiej przyszłości, animacja dwu- i trójwymiarowa miały ulec połączeniu - uchwycać płynność animacji dwuwymiarowej i głębię trójwymiarowej. Zarejestrowano w czerwcu 1997 r markę Learnatics, w skład której wchodzić miały gry komputerowe i planszowe, seria książek i nagrań kasetowych, zabawki - ta ostatecznie nie została wykorzystana i w 2001 r porzucona. Działania dokonane przez TerraGlyph nie przyniosły rezultatu. Dalsza działalność TerraGlyph Interactive Studios opierała się na produkcji gier na licencji, wypuszczając dwa tytuły oparte na Przygodach Animków oraz kilka produkcji ze Scooby'm Doo w roli głównej. W listopadzie 1999 r studio stało się oficjalnym producentem gier tworzonych pod PS2. Tego samego roku na targach E3 razem z Vatical Entertainment ogłosili prace nad gradaptacją Carnivale.
W lutym 2000 r. studio liczyło 50 osób. W lutym 2001 r. Vatical Entertainment usunął Carnivale z planów wydawniczych z uwagi na zwolnienia w TerraGlyph. Te zmagające się z kłopotami finansowymi, wypuściło na rynek grę Blue's Clues: Blue's Big Musical, zanim ostatecznie zakończyło działalność. Do upadku firmy i strat wynoszących 30 mln dolarów przyczyniły się, zdaniem Bruce Reilly'ego, kłopoty z zarządzaniem zasobami ludzkimi, problemy produkcyjne, konflikty z wydawcą i jakość produkcji.

### Wyprodukowane tytuły
| Tytuł                                                            | Rok  | Wydawca                                           | Platforma             | Uwagi |
| ---------------------------------------------------------------- | ---- | ------------------------------------------------- | --------------------- | --- |
| Hansel & Gretel and the Enchanted Castle                         | 1995 | TerraGlyph Interactive                            | Windows 95; Power Mac | Według deklaracji producenta, na każdą z produkcji wchodziło 30 tys. klatek animacji. Pierwotnie Rumpelstiltskin miał mieć premierę jesienią 1995 r, Kidsongs wczesnym 1996 r. W styczniu lub kwietniu 1996 r premiera; w kwietniu lub w listopadzie premiera Kidsongs. |
| Rumpelstiltskin's Labyrinth of the Lost                          | 1995 | TerraGlyph Interactive                            | Windows 95; Power Mac | Według deklaracji producenta, na każdą z produkcji wchodziło 30 tys. klatek animacji. Pierwotnie Rumpelstiltskin miał mieć premierę jesienią 1995 r, Kidsongs wczesnym 1996 r. W styczniu lub kwietniu 1996 r premiera; w kwietniu lub w listopadzie premiera Kidsongs. |
| Kidsongs: Musical Mystery                                        | 1996 | TerraGlyph Interactive                            | Windows 95; Power Mac | Według deklaracji producenta, na każdą z produkcji wchodziło 30 tys. klatek animacji. Pierwotnie Rumpelstiltskin miał mieć premierę jesienią 1995 r, Kidsongs wczesnym 1996 r. W styczniu lub kwietniu 1996 r premiera; w kwietniu lub w listopadzie premiera Kidsongs. |
| Tiny Toons Adventures Buster and the Beanstalk                   | 1996 | Warner Bros. Interactive Entertainment            | Windows 95            | Planowana premiera - wczesny 1996 r.Premiera maj-czerwiec 1996 r. lub IV kwartał 1997 r. |
| Tiny Toons Adventures Buster and the Beanstalk                   | 1998 | NewKidCo, Inc. Sony Computer Entertainment Europe | PlayStation           | Pierwsza recenzja w marcu 1999 r Premiera w Australii w październiku 1999 r |
| Tiny Toon Adventures: Toonenstein - Dare to Scare                | 1999 | Vatical Entertainment                             | PlayStation           | W CV kompozytora Mike Connelly'ego znajduje się wzmianka o niewydanym porcie gry na systemy Windows. |
| Clue Jr Spyglass Mysteries                                       | 1999 | Hasbro Interactive                                | Microsoft Windows     | |
| Disney's The Little Mermaid 2: Return to the Sea Activity Centre | 2000 | Disney Interactive                                | Microsoft Windows     | |
| Scooby-Doo: Strachy na Lachy                                     | 2000 | The Learning Company                              | Microsoft Windows     | W samych Stanach w 2001 r sprzedano 81 154 egzemplarzy. Szacowana liczba egzemplarzy (w sprzedaży detalicznej) na rok 2006 r wyniosła 290 tys. zgzemplarzy. |
| Scooby-Doo i Miasto Duchów                                       | 2000 | The Learning Company                              | Microsoft Windows     | W samych Stanach w 2001 r sprzedano 93 766 egzemplarzy. |
| Disney's 102 Dalmatians Activity Center                          | 2000 | Disney Interactive                                | Microsoft Windows     | |
| Scooby-Doo: Classic Creep Capers                                 | 2000 | THQ                                               | Nintendo 64           | Produkcja gry ruszyła późnym 1999 r. Gra okazała się ogromnym sukcesem dla wydawcy. |
| Blue's Clues: Blue's Big Musical                                 | 2001 | The Learning Company THQ                          | PlayStation           | |
| Scooby-Doo: Piramidalna zagadka                                  | 2001 | The Learning Company                              | Microsoft Windows     | W samych Stanach w 2001 r sprzedano 62 514 egzemplarzy. |

### Niezrealizowane tytuły
| Tytuł                                | Lata produkcji | Wydawca               | Platforma                  | Uwagi |
| ------------------------------------ | -------------- | --------------------- | -------------------------- | --- |
| The Frog Prince and the Wishing Well | nieznane       | nieznany              | nieznane                   | Marka została zarejestrowana 9 maja 1996, zaś porzucona w 1999 r. |
| Robin                                | nieznane       | nieznany              | nieznane                   | Tytuł przewija się w CV byłych pracowników Terraglyph. |
| Beowulf: The Attack of Grendel       | 1996 - 1999    | nieznany              | DOS; Windows 95; Power Mac | Prawdopodobnie projekt ten narodził się ok. 1995 r Zapowiedź w okolicach lipca 1996 r. Zakładana premiery: marzec 1997, później zmieniona została na "Już wkrótce". Produkcja animacji do gry, w Dublinie, polegała na stworzeniu w trakcie przykładowego trzymiesięcznego okresu, ok. 3 300 stóp animacji, tj. połowę długości filmu pełnometrażowego - w przełożeniu na dzienny rezultat każdy animator miał za zadanie ukończyć 4,5 stopy animacji (ok. 1005,840 m). Gra korzystała z oprogramowania Softimage. Za produkcją i reżyserią gry stał Peder Jungck. W marcu 1997 r ze studia odszedł producent gry. Marka została porzucona w 1999 r Po latach zostały opublikowane szkice koncepcyjne i storyboardy zostały opublikowane na blogu Barry'ego Caina. |
| CatDog: Saving Mean Bob              | 1998           | Hasbro Interactive    | PlayStation                | W CV byłego pracownika TerraGlyph, Mike'a Connelly'ego można znaleźć wzmiankę o powyższym tytule. Można również znaleźć sprzeczną informację o producencie KnowWare |
| Carnivale                            | 1999 - 2001    | Vatical Entertainment | Nintendo 64                | Prace się rozpoczęły w 1999 r . W 2001 r została ona anulowana. W marcu 2022 r odnaleziono prototyp gry, |
| VR Powerboat Racing                  | 2001           | Vatical Entertainment | Nintendo 64                | Anulowana konwersja gry na konsolę Nintendo 64. Autor wskazuje TerraGlyph jako producenta, lecz brak dowodów na potwierdzenie tezy. |

#### Oprogramowanie
TerraGlyph zajmowało się również produkcją oprogramowania użytkowego. Wśród zarejestrowanych marek znajdowało się, m.in.:
- Beltaine Network Communications - umożliwiało użytkownikom sieci przesyłanie i rozpowszechnianie informacji); zgłoszona w 1997, porzucona 1999[75][76]
- U.F.O (User Friendly Office) - zestaw narzędzi i usług biznesowych docelowo ułatwiający prowadzenie działalności biurowej[77]

## TerraGlyph Animated Features/TerraGlyph Productions Ltd.

### Historia
Studio zostało założone w 1995 r przez Russella Bolanda i Gerry'ego Shirrena, w skład którego weszli byli pracownicy Don Bluth Studios. W kwietniu 1996 r studio liczyło 35 osób. Profilem działalności studia było dostarczanie animacji do produkcji TerraGlyph Interactive Studios oraz samodzielna produkcja filmów pełnometrażowych. Pierwsze prace nad takowym projektem rozpoczęły się w 1996 r i nosił tytuł Carnivale. Film, w czerwcu 2000 r zajął pierwsze miejsce w konkursie World Animation Celebration odbywającym się w Los Angeles, w kategorii Najlepszy film niekinowy. Zatrudnienie studia we wrześniu 2000 r liczyło ponad 45 osób w Dublinie i 15 w Madrycie. Studio w Dublinie było określane (do końca istnienia) mianem największego studia animacji w Irlandii. Usamodzielnienie studia nastąpiło po bankructwie TerraGlyph Interactive Studios w 2001 r. Studio, 16 marca 2002 zostało nagrodzone w trakcie forum Cartoon Movie poświęconym europejskim filmom animowanym odbywającym się w niemieckim Babelsberg Studios, w Poczdamie - nagrodą Cartoon Movie Tribute w kategorii Najlepsza europejska polityka współpracy. Propagowało działania zmierzające ku ulepszeniu ulgi podatkowej w prawie irlandzkim, umożliwiającej finansowanie projektów do 250 000 funtów. W planach była produkcja serialu animowanego oraz filmu pełnometrażowego, lecz ich realizacja została uzależniona od przedłużenia funkcjonowania Sekcji 481. Jako TerraGlyph Productions funkcjonowało do 2008 r.

### Filmografia
Poza dostarczaniem animacji dla produktów TerraGlyph Interactive Studios w latach 1994-2001 r, studio zajmowało się produkcją filmów i seriali.
| Tytuł                        | Rok       | Reżyser                                           | Produkcja | Uwagi |
| ---------------------------- | --------- | ------------------------------------------------- | --- | --- |
| Gardens                      | 1998      | Paul Bolger                                       | Brown Bag Productions                                                                                                   | Wchodzi w skład serii Frameworks zapoczątkowanej w 1995 r przez Irish Fim Board, RTE i the Arts Council zachęcającej nowych, jak i doświadczonych animatorów do produkcji pobudzających wyobraźnie projektów, przyjmujących personalny charakter. Udział TerraGlyph Productions w animowaniu scen międzysekwencyjnych (ang. inbetween animation) |
| Carnivale                    | 1999/2000 | Deane Taylor                                      | Millimages | Budżet: 12 mln $Wyświetlany podczas irlandzkiego Galway Film Fleadh, został wybrany do konkursu odbywającego się w ramach Międzynarodowego Festiwalu Filmowego w Katalonii. Premiera planowana na Nowy Rok 2000 r. Film zwyciężył w czerwcu 2000 r w kategorii Najlepszy film niekinowy podczas World Animation Celebration w Los Angeles. |
| Duck Ugly                    | 2000      | Emmanuel Klotz i Deane Taylor                     | Estudios Moro | Przygotowania do rozpoczęcia prac nad filmem zaczęły się w październiku 1999 r, zakładane zakończenie prac miało nastąpić przed II połową 2001 r |
| Ratunku, jestem rybką!       | 2000      | Stefan Fjeldmark, Michael Hegner i Greg Manwaring | A Film Munich Animation EIV Entertainment Filmproduktion                                                                | Finansowane ze środków europejskich w 1998 r w kwocie 609 796 € Budżet: 26,5 mln DM/100 mln DK. Nad filmem pracowało 60 animatorów i trwało 15 miesięcy. Film, w październiku 1999 r, znajdował się na etapie postprodukcji. Na Wyspach Brytyjskich film zarobił 1,2 mln $ Film wyświetlano w ramach Specjalnych Igrzysk Olimpijskich, których sponsorem było Irish Film Board w 2003 r |
| Abrafax i piraci z Karaibów  | 2001      | Gerhard Hahn; Anthony Power                       | Hahn Film | |
| The Selfish Giant            | 2003      | Rachel Bevan Baker                                | Lupus Film | Wchodziły w skład Oscar Wilde Stories wyemitowanych na kanale Channel 4 w Święta 2003 r The Nightingale and The Rose zostało nominowane w konkursie British Animation Awards na Najlepszy odcinek specjalny 2004. |
| The Nightingale and The Rose | 2003      | Maurice Joyce                                     | Lupus Film | Wchodziły w skład Oscar Wilde Stories wyemitowanych na kanale Channel 4 w Święta 2003 r The Nightingale and The Rose zostało nominowane w konkursie British Animation Awards na Najlepszy odcinek specjalny 2004. |
| The Devoted Friend           | 2003      | Maurice Joyce                                     | Lupus Film | Wchodziły w skład Oscar Wilde Stories wyemitowanych na kanale Channel 4 w Święta 2003 r The Nightingale and The Rose zostało nominowane w konkursie British Animation Awards na Najlepszy odcinek specjalny 2004. |
| Island of Inis Cool          | 2004      | David McCamley                                    | McCamley Entertainment; Luxanimation SA Ocon Inc; Telegael Teoranta; Kika Der Kinderkanal ARD/ZDF; TG4 Irish Film Board | Produkcję serialu wsparł Irish Film Board w grudniu 2002 r Pierwszy odcinek serialu miał premierę w trakcie festiwalu MIPCOM w Cannes w październiku 2003 r. Serial był nominowany do nagrody w kategorii Najlepszy program dziecięcy/młodzieżowy w trakcie 3 dorocznego wręczania nagród IFTA. Cieszył się dużą popularnością w Holandii, gdzie każdy odcinek emitowany na stacji NED3 przyciągnął ponad 146 000 widzów, stając się jednym z najchętniej oglądanych seriali animowanych w Holandii. Prawa emisji zakupiły Niemcy, Estonia, Finlandia, kraje Ameryki Południowej i RPA. Serial został nominowany do nagrody IFTA w kategorii Najlepszy program dziecięcy/młodzieżowy w 2005 r. |

#### Nieukończone projekty
| Tytuł                          | Rok       | Reżyser                           | Produkcja                                         | Uwagi |
| ------------------------------ | --------- | --------------------------------- | ------------------------------------------------- | --- |
| The Other Side of the Pole     | 2001      | nieznany                          | nieznane                                          | Uzyskało finansowanie w styczniu 2001 r ze strony Irish Film Board |
| Moby Dick - The Legend Returns | 2002-2005 | Michael Coldewey; Juergen Richter | Trixter Film Young And Cream Happy Life Animation | Film uzyskał dofinansowanie w 2002 r w wysokości 700 000 €. Inne źródło mówi o 1,5 mln dofinansowaniu we kwietniu 2002 r. Produkcja miała się rozpocząć pod koniec lata 2003 r i zakończyć w roku następnym. Tytuł nadal znajdował się we fazie produkcji w 2005 r. |

## Ciekawostki
- Steve Bowler na portalu Twitter wypowiedział się o zmarnowanej szansy współpracy studia z DreamWorks Animation, jednakże brakuje informacji potwierdzających ów informację[121]
- W 1998 r studio nabyło MediaPEGS - oprogramowanie animacji dwuwymiarowej jako część cyfrowej systemu produkcji animacji[122]